# Rhyacophila petersorum
Rhyacophila petersorum är en nattsländeart som beskrevs av Schmid och Donald G. Denning 1971. Rhyacophila petersorum ingår i släktet Rhyacophila och familjen rovnattsländor. Inga underarter finns listade i Catalogue of Life.